# Laurie Holden
Heather Laurie Holden (Los Angeles, 17 de desembre de 1969) és una actriu estatunidenca i canadenca, més coneguda per interpretar Marita Covarrubias a la sèrie The X-Files i Andrea a The Walking Dead.

## Biografia
Laurie Holden és filla de l'actor Glenn Corbett i l'actriu Adrienne Ellis.
La seva primera incursió en el cinema va ser el 1980, quan amb prou feines tenia 8 anys, a la pel·lícula The Martian's Chronicles, al costat de Rock Hudson.
Entre els seus papers com a actriu destaquen la interpretació de Marita Covarrubias a la sèrie nord-americana The X-Files (1996-2002), d'Olivia Murray a la sèrie The Shield (2008) i d'Andrea a la sèrie The Walking Dead (2010-2013).
Pel que fa al cinema, Holden destaca per la seva tasca d'interpretació en pel·lícules com The Majestic (al costat de Jim Carrey), Silent Hill, The Mist i Dumb and Dumber To.

## Teatre
- The Only Game in Town (2000), basada en l'obra de Frank D. Gilroy
- Cat On a Hot Tin Roof (2000), basada en l'obra de Tennessee Williams
- The Love of the Nightingale, basada en l'obra de Timberlake Wertenbaker: Procne
- Ghosts, basada en l'obra de Henrik Ibsen: Regina
- Toros Y Hevos
- A Chorus Line, basada en l'obra de James Kirkwood, Jr. i Nicholas Dante: Kristine
- The Winter's Tale, basada en l'obra de William Shakespeare: Hermione
- Time and the Conways, basada en l'obra de J. B. Priestley: Madge

## Filmografia
| - The Martian's Chronicles (1980): Marie Wilder - Separate Vacations (1986): Karen - Pysical Evidence (1989) - Expect, No Mercy (1995): Vicki - Past Perfect (1996): Ally Marsey - The Majestic (2001): Adele Stanton - Meet Market (2004): Billy - Bailey's Billion$ (2005): Marge Maggs - Els quatre fantàstics (Fantastic Four) (2005): Debbie McIlvane - Silent Hill (2006): Cybil Bennett - The Mist (2007): Amanda Dunfrey - Honeytrap (2014) - Dumb and Dumber To (2014): Adele Pinchlow - The Abolitionists (2016) - The Time of Their Lives (2017) - Pyewacket (2017): Mrs. Reyes - Dragged Across Concrete (2018): Melanie Ridgeman - Arctic Justice: Thunder Squad (2019): Dakota - Fireheart (2022): Pauline | - Young Catherine (1991): Catherine Deshkova - Family Passions (1993): Claire - TekWar: TekLab (1994): Rachel Tudor - Highlander: The Series (1995): Debra Campbell - Due South (1995): Jill Kennedy - The Pathfinder (1996): Mabel Dunham - The X-Files (1996-2002): Marita Covarrubias - Echo (1997): Scarlett Antonelli - The Alibi (1997): Beth Polasky - Dead Man's Guns (1997): Bonnie Lorrine - The Magnificent Seven (1998-2000): Mary Travis - The Outer Limits (2000): Susan McLaren - The Man Who Used To Be Me (2000): Amy Ryan - Big Sound (2001): Piper Moran - The Shield (2008): Olivia Murray - The Walking Dead (2010-2013): Andrea - Major Crimes (2014-2015): Ann McGinnis - Chicago Fire (2015): Dr. Hannah Tramble - The Americans (2017-2018): Renee - Proven Innocent (2019): Greta Bellows - The Boys (2022): Comtessa Escarlata |